# Humber (azienda)
La Humber è stata una casa automobilistica britannica attiva tra il 1898 ed il 1976. Fondata nel 1868 da Thomas Humber come azienda produttrice di biciclette, dal 1896 realizzò anche modelli di motociclette, mentre due anni dopo iniziò l'assemblaggio di autovetture. Ha anche prodotto diversi modelli di veicoli militari che furono impiegati nella seconda guerra mondiale.
Acquisita nel 1930 dall'azienda automobilistica Rootes, nel 1968 entrò a far par parte del gruppo Chrysler. Automobili con marchio Humber furono prodotte fino al 1976.

## Storia

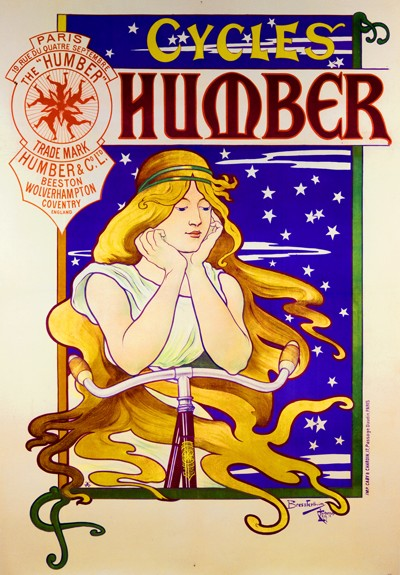
Manifesto pubblicitario delle biciclette Humber del 1898

La Humber nacque nel 1868 a Kingston upon Hull come attività artigianale fornitrice di componenti di biciclette. Questi ultimi erano poi venduti alla Campion, che si occupava dell'assemblaggio finale dei velocipedi. Poco dopo la fondazione, la Humber si trasferì a Beeston. Nel 1871 l'azienda fondata da Thomas Humber iniziò a produrre biciclette con marchio proprio. Le biciclette Humber ebbero un tale successo che nel 1873 l'azienda predispose il suo primo catalogo illustrato: i velocipedi Humber diventarono sinonimo di qualità e perfezione tecnica.
Nel 1877 Thomas Humber diventò socio con Thomas Marriott e Fred Cooper; questo sodalizio durò solo qualche anno per divergenze sulle strategie produttive da adottare. Thomas Humber era infatti più focalizzato sulla ricerca quasi esasperata della qualità di fabbricazione anche a discapito della tempistica di produzione, mentre Marriott e Cooper erano più attenti alle tempistiche di consegna e agli aspetti commerciali. Nel 1887 Thomas Humber vendette l'azienda da lui fondata a Joseph Horton: seguitò comunque a dirigerla fino al 1892, quando cedette la guida a Harry Lawson e a Edward Pennington.

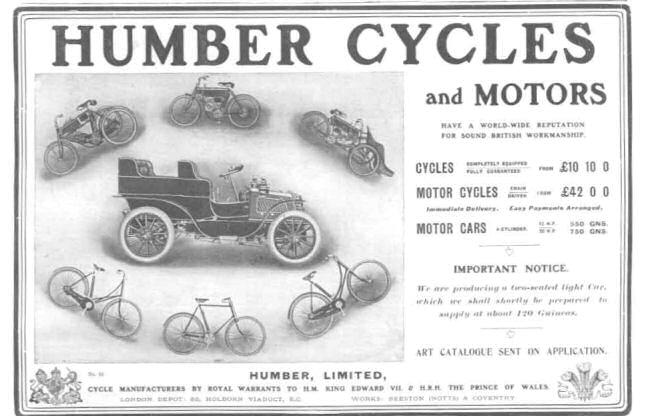
Manifesto pubblicitario della Humber del 1903

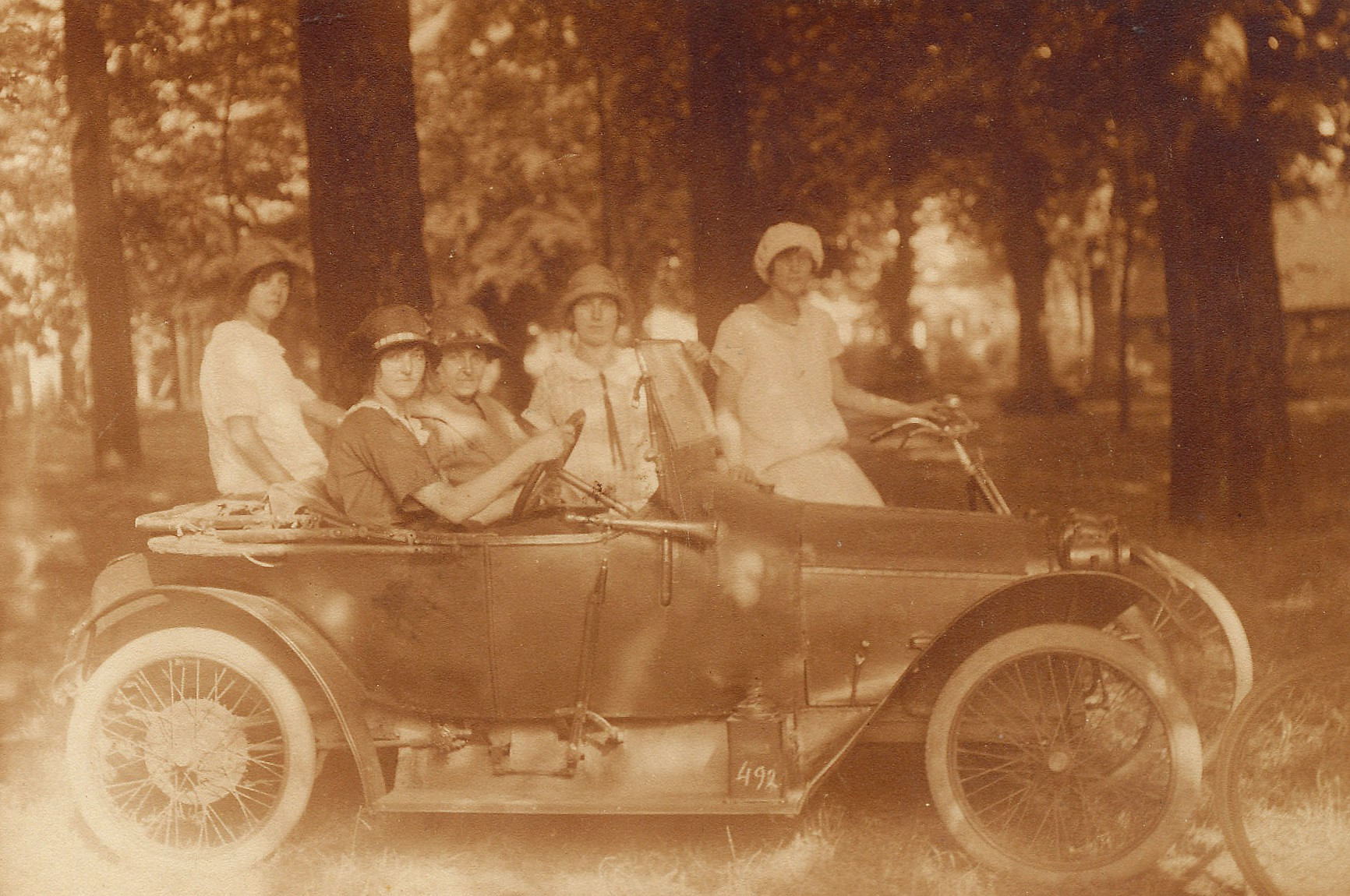
Una Humberette del 1912

Lawson e Pennington brevettarono molte novità meccaniche che portarono al lancio del primo modello di motocicletta (1896) e, in seguito, della prima automobile Humber (1898). Il primo modello di autovettura Humber, in particolare, fu un veicolo a tre ruote.
È di questi anni la fondazione dello stabilimento di Coventry, che divenne poi la sede principale della Humber. La sede di Beeston produceva invece i modelli di lusso, tant'è che questi erano conosciuti come "Beeston-Humber". Lo stabilimento di Beeston chiuse però i battenti nel 1908 dopo travagliate vicissitudini finanziarie: contestualmente venne però aperta una nuova fabbrica a Stoke, sobborgo di Coventry. Il nuovo stabilimento di Stoke impiegava 5.000 lavoratori e aveva una capacità produttiva di 150 automobili e di 1.500 motociclette a settimana.
Il profitto della Humber crebbe dalle 16.500 sterline del 1905, alle 106.500 sterline del 1906 fino alle 154.400 sterline del 1907.
Il primo modello di autovettura a quattro ruote venne realizzato nel 1901. Nello stesso anno fu assunto come ingegnere capo Louis Coatalen. Dal 1903 la produzione di automobili diventò prioritaria rispetto alla fabbricazione di motociclette e biciclette, che furono gradatamente abbandonate. Fino alla prima guerra mondiale la gamma di autovetture prodotte dalla Humber andava dal 600 cm³ della Humberette al V6 da 6 litri di cilindrata montato su alcuni modelli. Nel 1913 la Humber diventò la seconda maggior azienda automobilistica della Gran Bretagna dopo la Wolseley.
Nel 1925 la Humber introdusse il suo primo veicolo commerciale, il Commer, mentre nel 1928 rilevò la casa automobilistica Hillman. Nel 1930 la Humber fu a sua volta acquisita dal gruppo Rootes: si dovrà però aspettare il 1932 per la definitiva trasformazione della Humber in una semplice divisione del gruppo Rootes.
Dopo la seconda guerra mondiale i modelli più importanti della Humber furono la Hawk e la Super Snipe. La prima montava un motore a quattro cilindri, la seconda a sei. Con i modelli prodotti in questo periodo la Humber diventò famosa come casa automobilistica produttrice di autovetture con interni lussuosi e finiture accurate. Le auto montavano applicazioni meccaniche rare per l'epoca, come i freni a disco e il cambio automatico. Il modello di punta, l'Imperial, aveva anche la vernice metallizzata ed altre finiture di lusso.
Nel 1968 il gruppo Chrysler acquistò la Humber e limitò sempre più la produzione di autovetture. Molti prototipi V8 di questo periodo esistono tuttora, e sono di proprietà di collezionisti. L'ultimo modello con marca Humber fu la Sceptre, che uscì di produzione nel 1976 ponendo fine al marchio britannico.

## Le automobili

### Modelli prodotti

#### Modelli 1900–1916

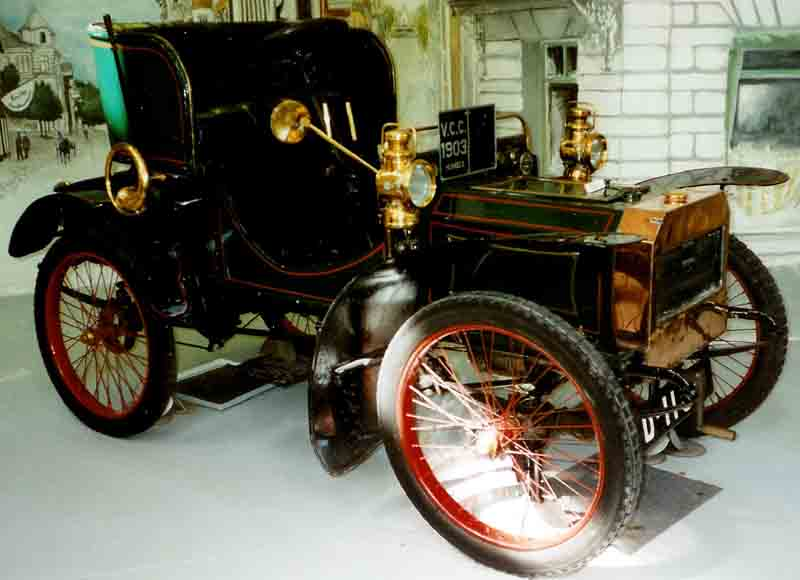
Una Humber Humberette 5 HP Voiturette del 1904

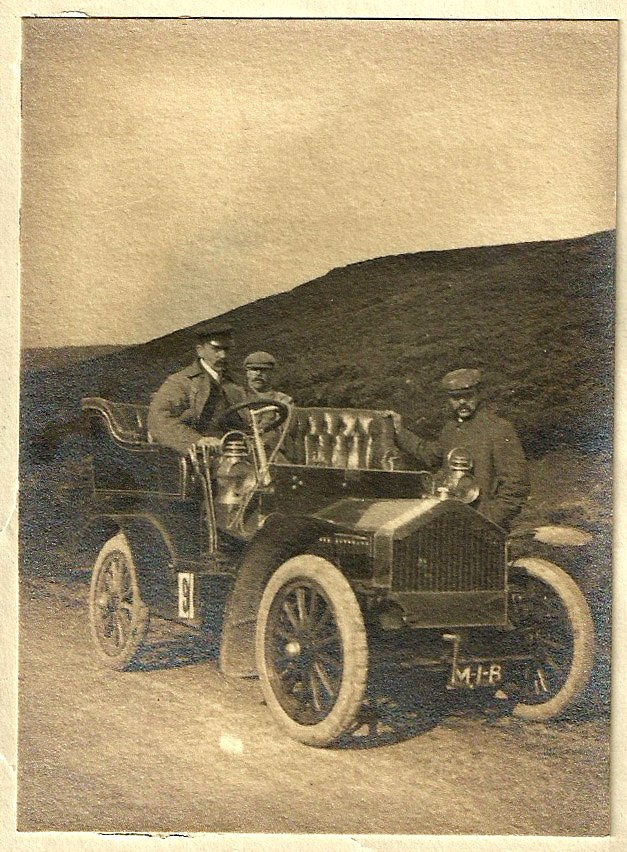
Una Humber 8-10 hp nel 1905 al Tourist Trophy

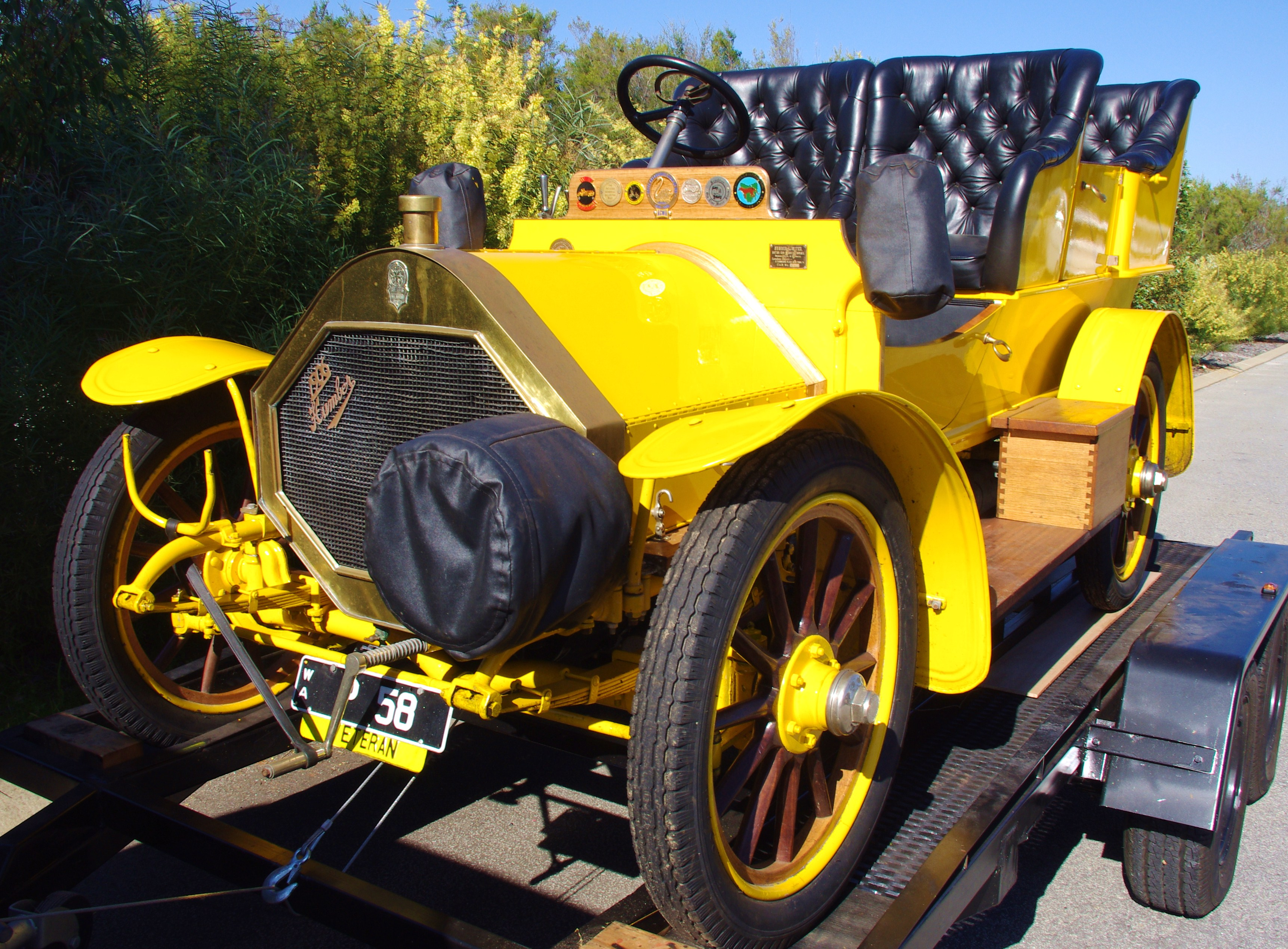
Una Humber Humberette 5 HP Voiturette del 1904

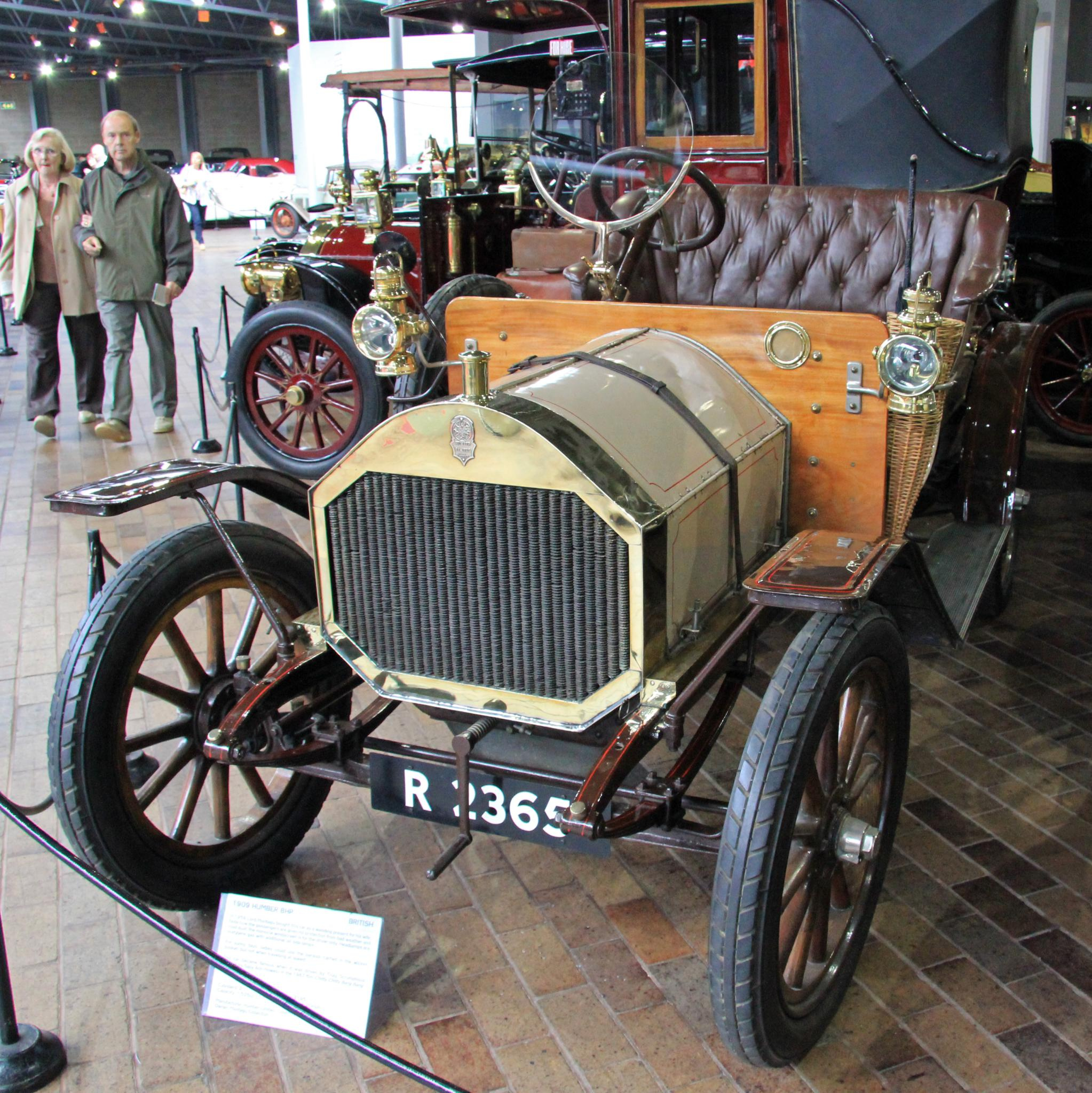
Una Humber 10 hp del 1909

| Modello                   | Anni di produzione | N° cilindri/distribuzione | Cilindrata motore |
| ------------------------- | ------------------ | ------------------------- | ----------------- |
| 4 1/2 hp                  | 1900               | 1 / sv                    |                   |
| 8 hp                      | 1902               | 2 / sv                    | 1.618 cm³         |
| 12 hp                     | 1902               | 4 / sv                    | 2.518 cm³         |
| 20 hp                     | 1903               | 4 / sv                    |                   |
| 5 hp Humberette           | 1904               | 1 / sv                    | 611 cm³           |
| 6 1/2 hp Royal Humberette | 1904               | 1 / sv                    | 762 cm³           |
| 8 1/2 hp                  | 1904               | 2 / sv                    | 1.342 cm³         |
| 14 hp                     | 1904               | 4 / sv                    | 2.684 cm³         |
| 25 hp                     | 1904               | 4 / sv                    | 6.068 cm³         |
| 7 1/2 hp                  | 1905               | 2 / sv                    |                   |
| 8/10 hp Coventry          | 1905               | 4 / sv                    | 1.910 cm³         |
| 8/10 hp Beeston           | 1905               | 4 / sv                    | 2.010 cm³         |
| 10 hp                     | 1905               | 4 / sv                    | 2.417 cm³         |
| 10/12 hp                  | 1905               | 2 / sv                    | 1.618 cm³         |
| 10/12 hp                  | 1905–1907          | 4 / sv                    | 2.364 cm³         |
| 16 hp                     | 1905               | 4 / sv                    | 3.544 cm³         |
| 16/20 hp                  | 1905               | 4 / sv                    | 3.686 cm³         |
| 10 hp                     | 1907               | 4 / sv                    | 1.593 cm³         |
| 15 hp                     | 1907               | 4 / sv                    | 3.471 cm³         |
| 20/30 hp                  | 1907               | 4 / sv                    | 5.881 cm³         |
| 30/40 hp                  | 1907               | 6 / sv                    | 5.155 cm³         |
| 10/12 hp                  | 1908–1909          | 4 / sv                    | 2.056 cm³         |
| 20 hp                     | 1908–1909          | 4 / sv                    | 4.503 cm³         |
| 30 hp                     | 1908               | 4 / sv                    | 6.786 cm³         |
| 30 hp                     | 1908–1909          | 6 / sv                    | 5.640 cm³         |
| 8 hp                      | 1909–1910          | 2 / sv                    | 1.526 cm³         |
| 16 hp                     | 1909               | 4 / sv                    | 3.563 cm³         |
| 28 hp                     | 1909               | 4 / sv                    | 4.714 cm³         |
| 12 hp                     | 1910–1911          | 4 / sv                    | 2.545 cm³         |
| 16/24 hp                  | 1910–1911          | 4 / sv                    | 4.084 cm³         |
| 10/14 hp                  | 1911               | 4 / sv                    | 1.815 cm³         |
| 12/20 hp                  | 1911–1912          | 4 / sv                    | 2.545 cm³         |
| 28 hp                     | 1911–1914          | 4 / sv                    | 4.849 cm³         |
| 8 hp                      | 1912–1914          | 2 / sv                    | 998 cm³           |
| 11 hp                     | 1912               | 4 / sv                    | 1.743 cm³         |
| 14 hp                     | 1912               | 4 / sv                    | 2.102 cm³         |
| 20 hp                     | 1912–1913          | 4 / sv                    | 3.307 cm³         |
| 11 hp                     | 1913–1916          | 4 / sv                    | 1.944 cm³         |
| 14 hp                     | 1913–1914          | 4 / sv                    | 2.298 cm³         |
| 20 hp                     | 1913–1914          | 4 / sv                    | 3.308 cm³         |
| 8 hp Humberette           | 1914–1915          | 2 / sv                    | 998 cm³           |
| 10 hp                     | 1914–1916          | 4 / sv                    | 1.593 cm³         |
| 14 hp                     | 1914–1916          | 4 / sv                    | 2.474 cm³         |
| 20 hp                     | 1914               | 4 / dohc                  | 3.308 cm³         |

#### Modelli 1919–1940

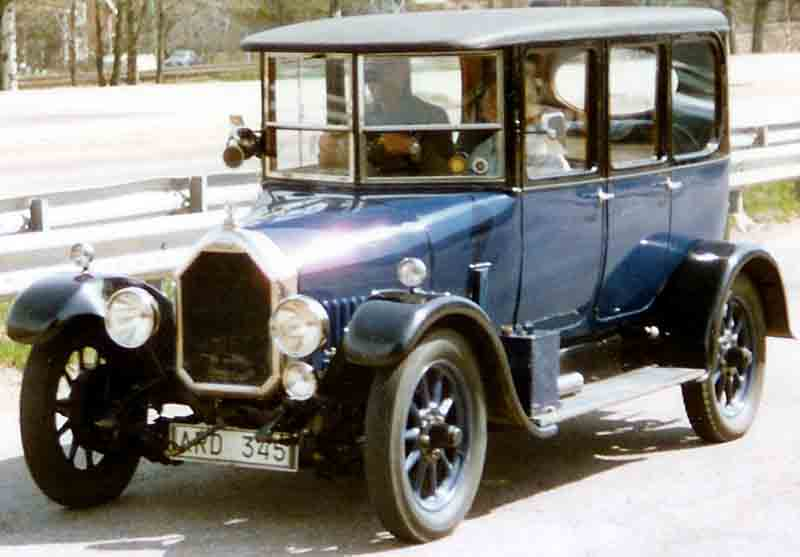
Humber 11,4 HP Saloon del 1924

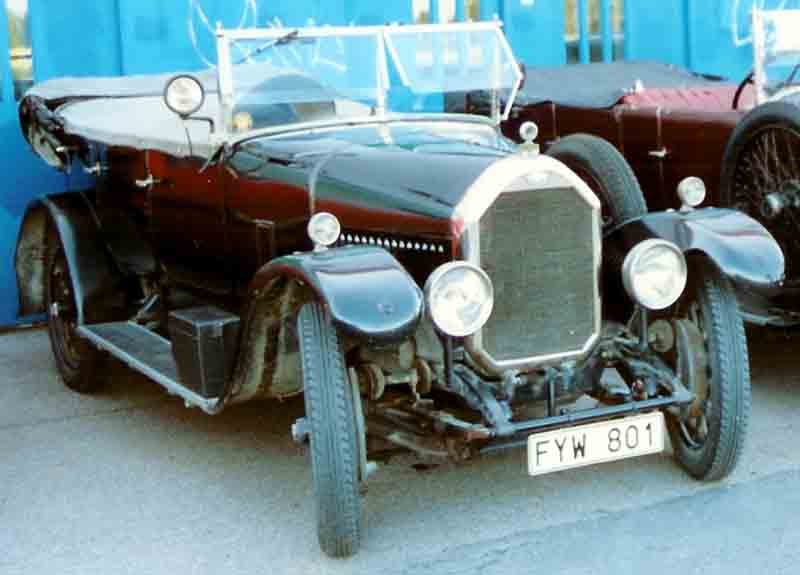
Una Humber 14/40 HP Tourer del 1928

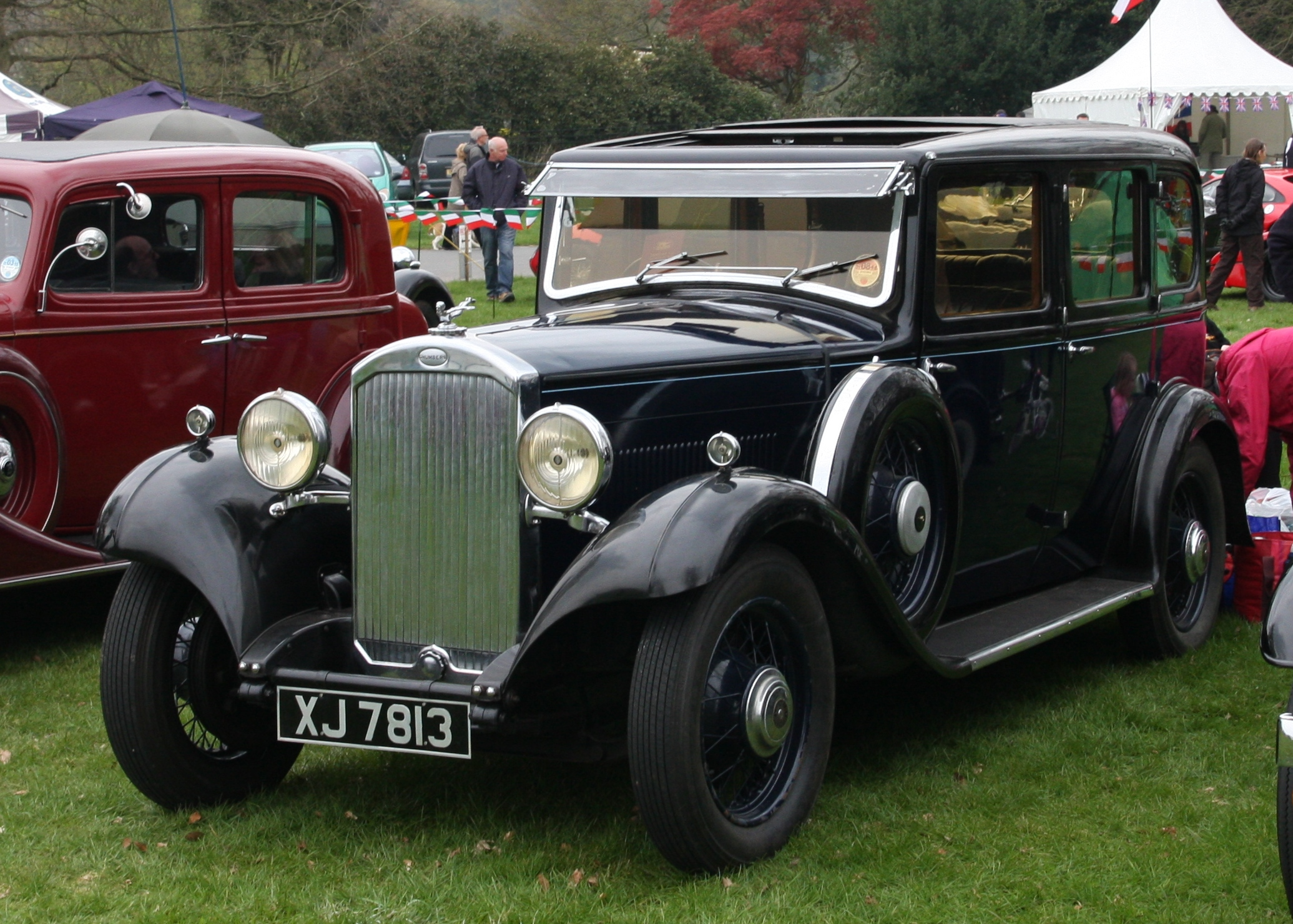
Humber 16/60 hp del 1933

| Modello     | Anni di produzione | N° cilindri/distribuzione | Cilindrata motore | Potenza         |
| ----------- | ------------------ | ------------------------- | ----------------- | --------------- |
| 10.5 hp     | 1919–1923          | 4 / sv                    | 1.593 cm³         | 19 bhp (14 kW)  |
| 15.96 hp    | 1919–1928          | 4 / sv                    | 2.815 cm³         | 33 bhp (24 kW)  |
| 15/40 hp    | 1919–1928          | 4 / oise                  | 2.815 cm³         | 33 bhp (24 kW)  |
| 10.8 hp     | 1921               | 4 / sv                    | 1.743 cm³         |                 |
| 8/18 hp     | 1922–1925          | 4 / oise                  | 985 cm³           | 20 bhp (15 kW)  |
| 11.4 hp     | 1922–1925          | 4 / sv                    | 1.743 cm³         |                 |
| 11.4 hp     | 1922–1925          | 4 / oise                  | 1.593 cm³         |                 |
| 9/20 hp     | 1925–1928          | 4 / oise                  | 1.056 cm³         |                 |
| 12/25 hp    | 1925–1927          | 4 / oise                  | 1.795 cm³         |                 |
| 14/40 hp    | 1927–1929          | 4 / oise                  | 2.050 cm³         |                 |
| 20/55 hp    | 1927–1928          | 6 / oise                  | 3.075 cm³         |                 |
| 9/28 hp     | 1929–1930          | 4 / oise                  | 1.056 cm³         |                 |
| 6/50 hp     | 1929               | 6 / oise                  | 2.110 cm³         |                 |
| 20/65 hp    | 1929–1930          | 6 / oise                  | 3.075 cm³         |                 |
| 16/50 hp    | 1930–1932          | 6 / oise                  | 2.110 cm³         |                 |
| Snipe 80    | 1930–1935          | 6 / oise                  | 3.498 cm³         |                 |
| Pullman     | 1930–1935          | 6 / oise                  | 3.498 cm³         |                 |
| 16/60 hp    | 1932–1933          | 6 / oise                  | 2.276 cm³         |                 |
| 12 hp       | 1932–1937          | 4 / sv                    | 1.669 cm³         | 42 bhp (31 kW)  |
| 16/60 hp    | 1934–1935          | 6 / sv                    | 2.276 cm³         |                 |
| 18 hp       | 1935–1937          | 6 / sv                    | 2.731 cm³         |                 |
| Snipe       | 1936–1937          | 6 / sv                    | 3.180 cm³         | 75 bhp (55 kW)  |
| Pullman     | 1936–1939          | 6 / sv                    | 4.086 cm³         | 100 bhp (74 kW) |
| 16 hp       | 1938–1940          | 6 / sv                    | 2.576 cm³         | 60 bhp (44 kW)  |
| Super Snipe | 1938–1940          | 6 / sv                    | 4.086 cm³         | 100 bhp (74 kW) |
| Imperial    | 1939–1940          | 6 / sv                    | 4.086 cm³         | 100 bhp (74 kW) |

#### Modelli 1945–1976

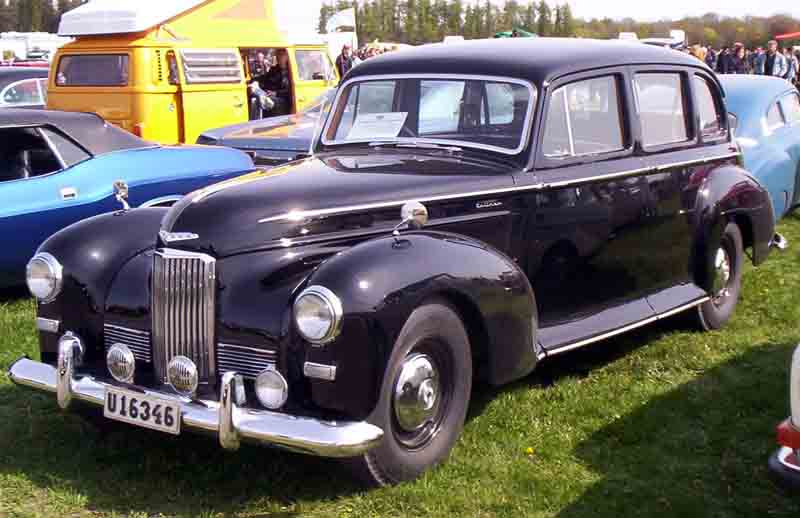
Una Humber Pullman

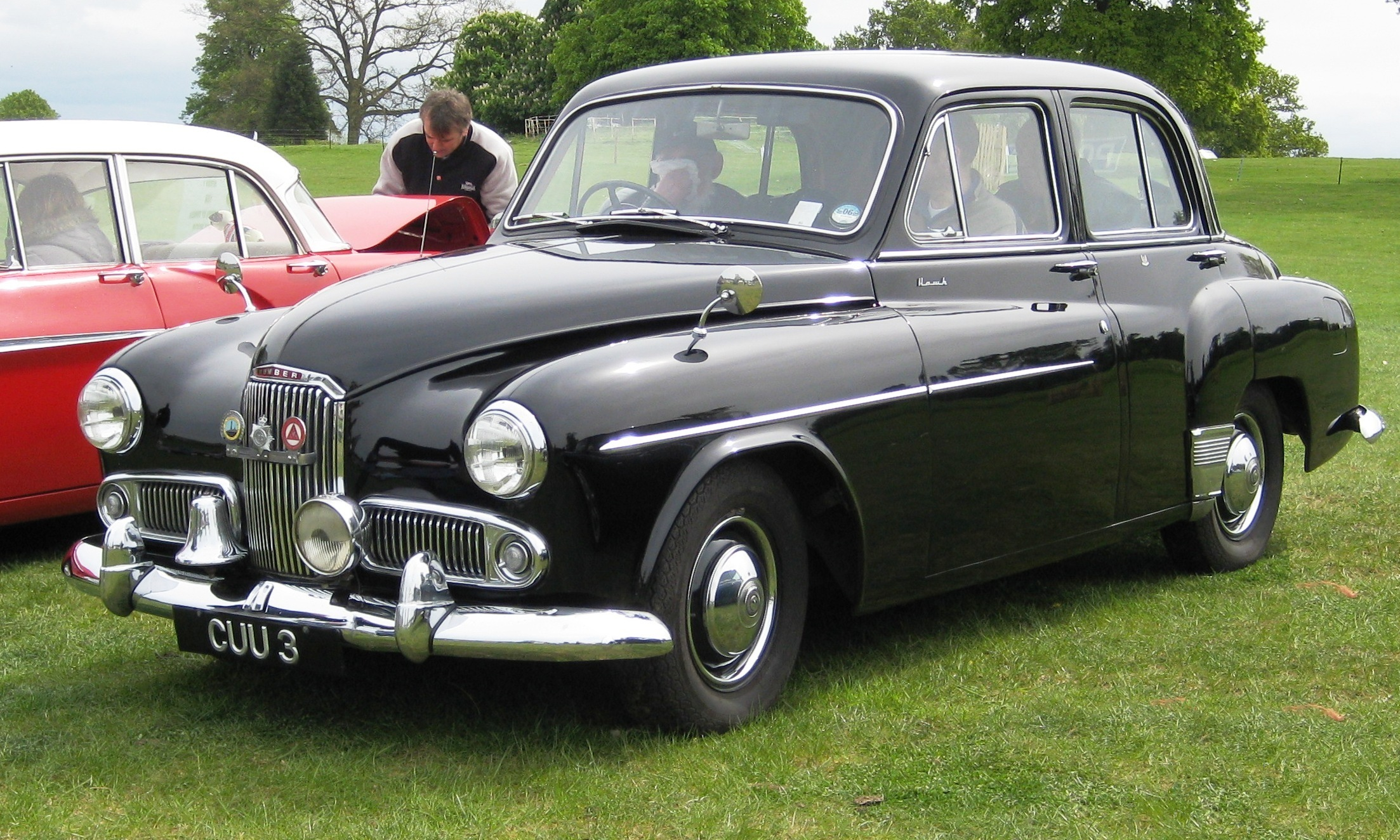
Una Humber Hawk Mark VI

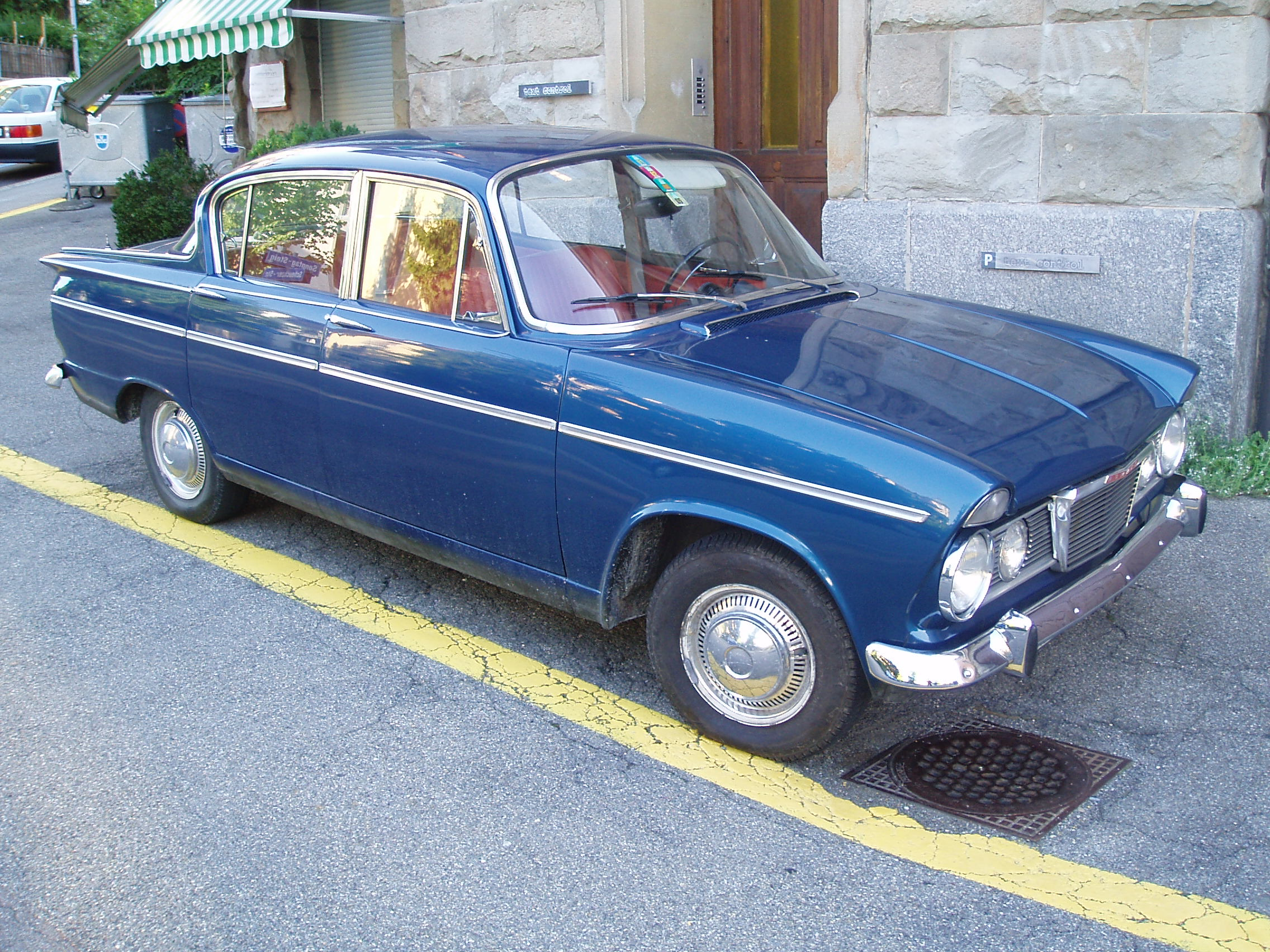
Una Humber Sceptre Mark I

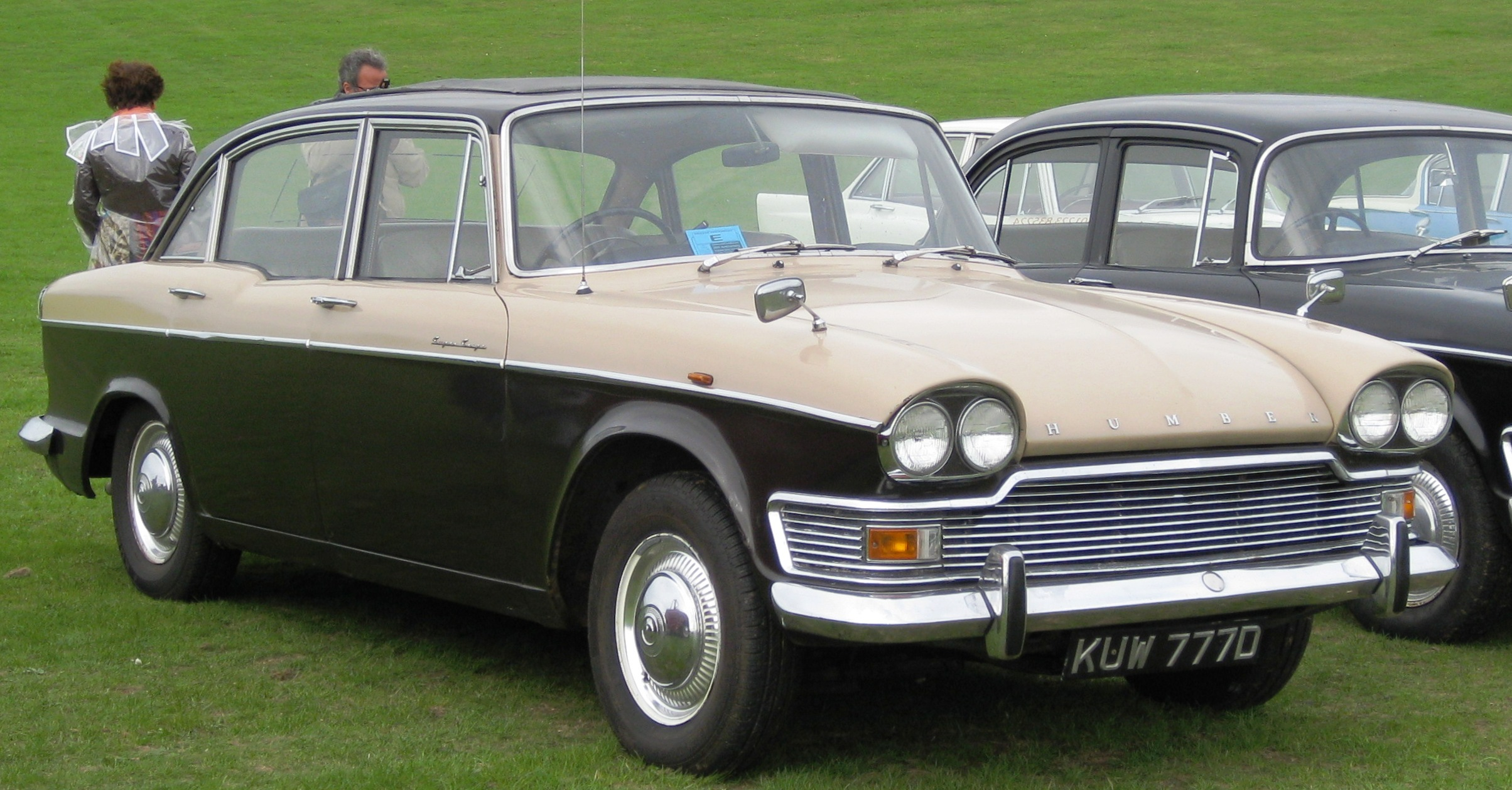
Una Humber Super Snipe Series V

| Modello                | Anni di produzione | N° cilindri/distribuzione | Cilindrata motore | Potenza                |
| ---------------------- | ------------------ | ------------------------- | ----------------- | ---------------------- |
| Hawk Mark I            | 1945–1947          | 4 / sv                    | 1.944 cm³         | 56 bhp (41 kW)         |
| Snipe                  | 1945–1948          | 6 / sv                    | 2.731 cm³         | 65 bhp (48 kW)         |
| Super Snipe Mark I     | 1945–1948          | 6 / sv                    | 4.086 cm³         | 100 bhp (74 kW)        |
| Pullman Mark I         | 1945–1948          | 6 / sv                    | 4.086 cm³         | 100 bhp (74 kW)        |
| Hawk Mark II           | 1947–1948          | 4 / sv                    | 1.944 cm³         | 56 bhp (41 kW)         |
| Hawk Mark III          | 1948–1950          | 4 / sv                    | 1.944 cm³         | 56 bhp (41 kW)         |
| Super Snipe Mark II    | 1948–1950          | 6 / sv                    | 4.086 cm³         | 100 bhp (74 kW)        |
| Pullman Mark II        | 1948–1950          | 6 / sv                    | 4.086 cm³         | 100 bhp (74 kW)        |
| Imperial Mark II       | 1949–1953          | 6 / sv                    | 4.086 cm³         | 100 bhp (74 kW)        |
| Hawk Mark IV           | 1950–1952          | 4 / sv                    | 2.267 cm³         | 58 bhp (42,6 kW)       |
| Super Snipe Mark III   | 1950–1952          | 6 / sv                    | 4.086 cm³         | 100 bhp (74 kW)        |
| Pullman Mark III       | 1951–1953          | 6 / sv                    | 4.086 cm³         | 100 bhp (74 kW)        |
| Hawk Mark V            | 1952–1954          | 4 / sv                    | 2.267 cm³         | 58 bhp (42,6 kW)       |
| Super Snipe Mark IV    | 1952–1956          | 6 / ohv                   | 4.139 cm³         | 113-122 bhp (83-90 kW) |
| Pullman Mark IV        | 1953–1954          | 6 / ohv                   | 4.139 cm³         | 113-116 bhp (83-85 kW) |
| Imperial Mark IV       | 1953–1954          | 6 / ohv                   | 4.139 cm³         | 113-116 bhp (83-85 kW) |
| Hawk Mark VI           | 1954–1957          | 4 / ohv                   | 2.267 cm³         | 70 bhp (51 kW)         |
| Hawk Series I          | 1957–1959          | 4 / ohv                   | 2.267 cm³         | 78 bhp (57 kW)         |
| Super Snipe Series I   | 1958–1959          | 6 / ohv                   | 2.651 cm³         | 105 bhp (77 kW)        |
| Hawk Series IA         | 1959–1960          | 4 / ohv                   | 2.267 cm³         | 78 bhp (57 kW)         |
| Super Snipe Series II  | 1959–1960          | 6 / ohv                   | 2.965 cm³         | 121 bhp (89 kW)        |
| Hawk Series II         | 1960–1962          | 4 / ohv                   | 2.267 cm³         | 78 bhp (57 kW)         |
| Super Snipe Series III | 1960–1962          | 6 / ohv                   | 2.965 cm³         | 121 bhp (89 kW)        |
| Hawk Series III        | 1962–1964          | 4 / ohv                   | 2.267 cm³         | 78 bhp (57 kW)         |
| Super Snipe Series IV  | 1962–1964          | 6 / ohv                   | 2.965 cm³         | 124,5 bhp (91,5 kW)    |
| Sceptre I              | 1963–1965          | 4 / ohv                   | 1.592 cm³         | 80 bhp (59 kW)         |
| Hawk Series IV         | 1964–1968          | 4 / ohv                   | 2.267 cm³         | 78 bhp (57 kW)         |
| Super Snipe Series V   | 1964–1967          | 6 / ohv                   | 2.965 cm³         | 128,5 bhp (94,5 kW)    |
| Humber New Imperial    | 1964–1967          | 6 / ohv                   | 2.965 cm³         | 128,5 bhp (94,5 kW)    |
| Sceptre II             | 1965–1967          | 4 / ohv                   | 1.725 cm³         | 85 bhp (62,5 kW)       |
| Sceptre III            | 1967–1976          | 4 / ohv                   | 1.725 cm³         | 88 bhp (65 kW)         |

### Le Humber oggi
Il più grande museo del marchio è il Marshalls Post-Vintage Humber Car Museum a Kingston upon Hull. Contiene ventuno esemplari datati dal 1932 al 1970, più altri ventiquattro non restaurati.
Era una Humber l'autovettura che trasportò la regina madre Elisabetta durante una visita in Australia occidentale negli anni cinquanta. Il modello fu restaurato nel 2002 e oggi appartiene ad un collezionista privato.

## Le biciclette

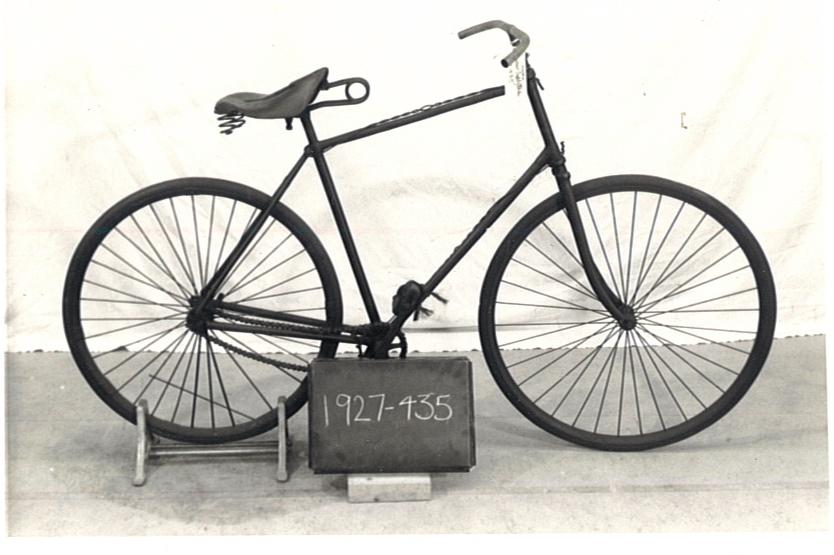
Una bicicletta Humber del 1890

Con il marchio Humber furono anche prodotte biciclette dal 1868 agli anni settanta. Uno dei modelli più famosi fu la "Humber Sport 3-speed". Montava una forcella particolare chiamata "duplex" che era formata da due tubi distinti. All'interno della guarnitura era riprodotto il marchio dell'azienda, cinque persone in cerchio.
Dato che la produzione motoristica era diventata molto più importante in termini di fatturato e vendite rispetto alla divisione ciclistica, quest'ultima fu ceduta nel 1932 alla Raleigh, che continuò per qualche decennio a produrre biciclette con marchio Humber.

## Le motociclette

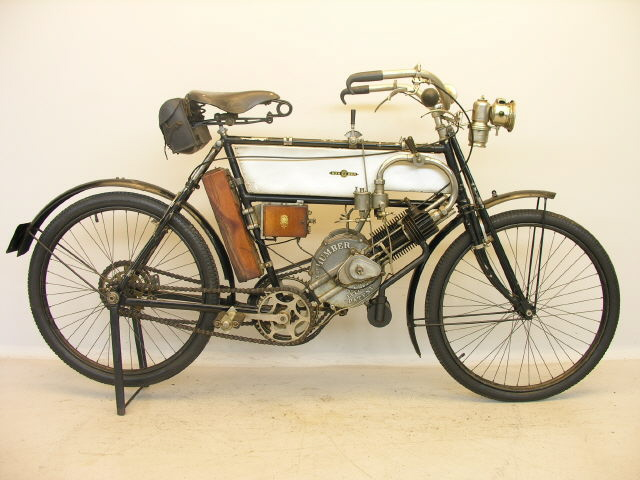
Una motocicletta Humber del 1904

La Humber fu un'azienda pionieristica anche nel campo della produzione di motociclette. Il primo modello di motocicletta fu costruito nel 1896; essenzialmente era una bicicletta Humber che montava un motore Pennington da 2 hp. La produzione di motociclette Humber cessò nel 1930, con l'acquisto da parte del gruppo Rootes.
Dopo un periodo iniziale in cui furono prodotte motociclette con sviluppo meccanico e costruzione Humber, i modelli furono fabbricati su licenza Phelon & Moore. I motori erano ad un cilindro con trasmissione a due velocità. Il rapporto delle due società terminò nel 1905. In seguito furono prodotti motociclette con cilindrata di 496 c.c., 596 c.c. e 746 c.c.
Un modello che montava un motore da 340 c.c., ideato da Pennigton, vinse il Junior TT 1911, il primo a svolgersi sul circuito del Mountain.

### Modelli prodotti
| Modello                   | Anno | Note                                                                                          |
| ------------------------- | ---- | --------------------------------------------------------------------------------------------- |
| Humber Beeston            | 1903 | 2,75 hp                                                                                       |
| Humber 340 cm³            | 1911 | motore bicilindrico a V a con cambio a 2 marce (Modello che vinse nel 1911 il Tourist Trophy) |
| Humber 3½ hp              | 1912 |                                                                                               |
| Humber 600 cm³            | 1921 | motore bicilindrico boxer                                                                     |
| Humber 4.5 hp             | 1921 | motore 601 c.c. con trasmissione a catena, e cambio a tre velocità                            |
| Humber 2¾ hp              | 1924 | motore 349 c.c. con trasmissione a catena, e cambio a tre velocità                            |
| Humber 350 cm³ Side Valve | 1927 |                                                                                               |
| Humber 350 OHV            | 1929 |                                                                                               |
| Humber 350 cm³ OHC        | 1930 | (ultimo modello prodotto dalla Humber)                                                        |

## Aviazione
La Humber produsse, negli anni precedenti alla prima guerra mondiale, anche aeroplani e motori aeronautici. Nel 1909 la Humber firmò un contratto per produrre su licenza 40 esemplari del monoplano Blériot XI, che era mosso da un motore a tre cilindri.

## I veicoli militari

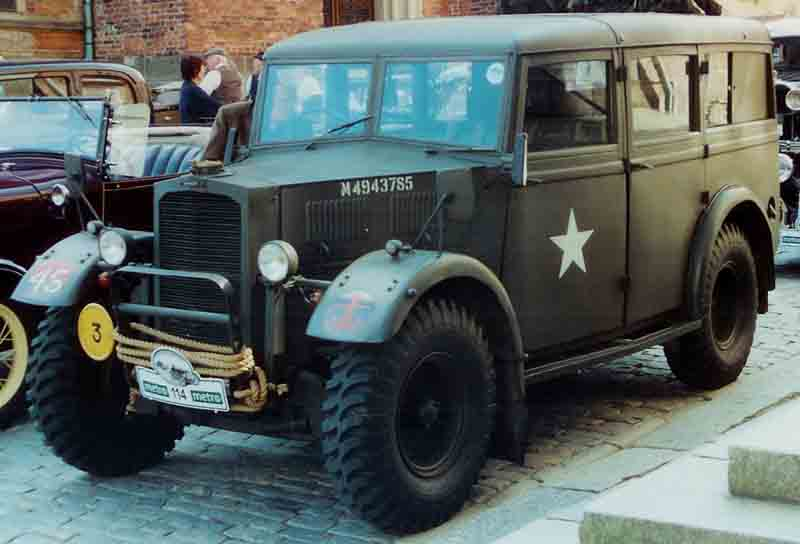
Humber Heavy Utility del 1940

La Humber realizzò anche veicoli militari, che vennero utilizzati nella seconda guerra mondiale. Furono impiegati in vari teatri di guerra tra i quali la campagna del Nord Africa, lo sbarco in Normandia e la campagna d'Italia. In quest'ultimo caso fu utilizzato come veicolo da ricognizione dalle divisioni corazzate britanniche. Altri veicoli militari Humber furono impiegati nel cosiddetto "corridoio iraniano" attraverso il quale passavano i rifornimenti per l'Unione Sovietica.
Dopo la fine del conflitto vennero impiegati dalle unità britanniche dislocate in India e in Estremo Oriente. Furono anche impiegate dalle forze armate di altri Paesi come Egitto, Cipro, Burma, Sri Lanka, Messico, Portogallo, Danimarca, Belgio e Paesi Bassi. Molti furono utilizzati anche come bersagli nei poligoni militari.
Circa 100 Humber Mk.IV furono utilizzati, con armamento modificato nel tempo, fino alla fine agli anni sessanta dalla Polizia di Stato italiana.